# 底特律圍城戰
42°19′49″N 83°02′55″W / 42.33015°N 83.04874°W
底特律圍城戰（Siege of Detroit、the Surrender of Detroit、Battle of Fort Detroit）亦稱底特律的投降或底特律堡壘戰役，是為美國人在1812年戰爭的一個相當重大的損失。美國的戰略是進軍加拿大，但此圍城戰使美國失去了一整支軍隊，只好停止入侵加拿大的計劃。
英國的布羅克將軍控制所有在加拿大上部的英軍。對手是美國將軍威廉·赫爾，美國革命戰爭的退伍軍人。在1812年早期，當麥克依諾堡壘（Fort Mackinac）落在英國的手裡，布羅克要攻下底特律的信心被加強，即使他的力量是比美國民兵小得多。

## 雙方的軍事力量

### 英國
司令員:
布羅克將軍
軍事力量:
100位正規兵
300個民兵
150個土人

### 美國
司令員:
威廉·赫爾
軍事力量:
2500人

## 戰前
威廉·赫爾與2,500名部下，計劃在阿默斯特堡堡壘（Fort Amherstburg）與英軍爭戰，但聽說麥克依諾堡壘的損失，和布羅克將軍大膽的推進，威廉·赫爾撤退回底特律堡壘。不過，當時一些官員不同意這撤退，就秘密地談論是否去除他的職位。

## 沒有戰鬥的圍城戰—美國不戰而降
1812年八月早期，布羅克將軍到達底特律之外，他與另外200個在特庫姆塞指揮下的印第安戰士結盟。8月15日布羅克將軍開始砲擊堡壘的裡面。為了欺騙美國人以為那裡比實際上有更多的英軍，布羅克將軍要隊伍各自點燃自己的火，創造出一支有更大的軍隊的幻覺。布羅克將軍給民兵和印第安戰士穿上正規軍的制服，使威廉·赫爾相信大多數英軍是正規兵。
布羅克將軍寄了一則消息，有關戰後的大屠殺。這是威廉·赫爾的一個威脅: "我的軍人都希望您能直接投降。我並無意進行一場滅絕性的戰爭，而您必須知道，那些屬於我軍的印地安人，將會在戰爭開始後失控..." 
布羅克將軍的計劃比他預期的更好。在砲擊開始對城內造成傷亡後，守軍在印地安人的戰吼包圍下逐漸喪失信心，開始恐懼。婦女和兒童，包括威廉·赫尔自己的女兒和孫子女，仍然居住在堡壘之內。不顧下屬的反對，威廉·赫爾升起白旗投降。並向英軍要求三天的時間來商討並簽署投降協議。布羅克回復說只給守軍三個小時的時間。最後，威廉·赫爾同意放棄他一整支軍隊，39門大砲和2500支火槍。

## 戰後
威廉·赫爾的投降是為英國的一大勝利，因為它完全地阻撓了美國侵略加拿大省的念頭。英國亦獲取了美國重要的一些疆土和贏取了對密西根州和底特律地區的控制。
一直到威廉·赫爾的後繼者，威廉·亨利·哈里森將軍，在伊利湖戰役和成功入侵加拿大中，美國人才收復這些土地。
布羅克將軍和特庫姆塞成了英雄，他們兩人的影響亦加強了。布羅克將軍留下亨利·寶鹼上校在底特律，自己去了昆士顿高地打擊美國的另一波入侵(但不幸地死去)。特庫姆塞則在泰晤士的爭鬥被殺害。威廉·赫爾是法院被判死刑，但總統詹姆斯·麥迪遜因他在美國革命期間的服務而饒恕他。

## 傷亡

### 英國
0人

### 美國
2500人被捕

## 註腳
1. ↑  Hitsman, p.81
2. ↑  Hitsman, pp.79-80